# Tripping
Tripping è una canzone del cantante pop britannico Robbie Williams, secondo singolo del sesto album Intensive Care (2005). Ha raggiunto il secondo posto nella Chart dei Singoli del Regno Unito.
Williams stesso ha definito la canzone "una specie di mini opera gangster" e "una sorta di atto cabaret-reggae". Il ritmo incalzante della canzone deve molto ai primi lavori dei Clash. Nel coro Robbie raggiunge un falsetto simil-disco estremamente acuto. Dal punto di vista del testo la canzone è un po' più oscura delle precedenti. Narra la storia dei gangster e di come "non si ammazzino e amino tutti le mamme", prima di un doloroso coro che recita "Ho ricevuto quanto sono disposto a dare".
"Tripping" è stata lanciata in segreto dalle radio statunitensi, senza riscuotere molto successo nel paese.

## Il video
Nel video Robbie Williams corre sul posto come se non riuscisse a raggiungere nessun luogo. Compare anche un bambino dalle sembianze grottesche, che parla al cantante dal sedile accanto al guidatore (Williams), e due lesbiche pazze sul sedile posteriore. La macchina è una Saab 95. Il video è stato diretto da Johan Renck e trasmesso per la prima volta il 12 settembre 2005.

## Tracce
UK 2-Track CD Single
1. "Tripping" - 4:36
2. "Make Me Pure" [Edit] - 3:49

UK CD Maxi
1. "Tripping" - 4:36
2. "Make Me Pure" [Edit] - 3:49
3. "Meet The Stars" - 4:29
4. "Tripping" Behind Scenes of the Video & Photo Gallery

UK DVD
1. "Tripping" Music Video
2. "Make Me Pure" Music Video
3. "Tripping" Behind Scenes of the Video & Photo Gallery
4. "Bag Full Of Silly" Audio

## Classifiche
| Classifica (2005) | Posizione massima |
| ----------------- | ----------------- |
| Australia         | 7                 |
| Austria           | 2                 |
| Belgio (Fiandre)  | 8                 |
| Belgio (Vallonia) | 11                |
| Danimarca         | 3                 |
| Europa            | 1                 |
| Finlandia         | 4                 |
| Francia           | 9                 |
| Germania          | 1                 |
| Irlanda           | 4                 |
| Italia            | 1                 |
| Norvegia          | 2                 |
| Nuova Zelanda     | 20                |
| Paesi Bassi       | 2                 |
| Regno Unito       | 2                 |
| Spagna            | 2                 |
| Svezia            | 2                 |
| Svizzera          | 2                 |